# 吴金贵
吴金贵（1961年1月10日—），中国足球教练，曾先后五次出任上海申花主教练。由于家庭及过往经历，他也被球迷称为“大拇指”“110”。

## 教练生涯

### 助理教练
吴金贵在中国足球职业化前曾是浙江工人队等非专业队的球员，也使得吴金贵成为中国足坛极少数自己没有成为过专业球员却能担任足球主教练的“学院派”人士。1991年，他赴德国留学科隆体院，之后取得非足球专业的体育成人教育硕士学位。
1996年起，他在上海申花足球俱乐部担任助理教练，先后辅佐过包括墨里西、拉扎罗尼、彼德洛维奇等知名教练在内的6名外籍主教练。

### 第一次出任申花主教练
2002年，时任助理教练的吴金贵在赛季下半段接替老帅徐根宝，第一次成为主教练。

### 第二次出任申花主教练
2004年初，吴金贵被调入中国国家足球队，出任荷兰主教练阿里·哈恩的助理，但是当年10月因为对于“业务的不同意见”而离开。2005赛季开始前，吴金贵回到申花俱乐部，担任副总经理，负责商务开发，协助时任俱乐部总经理的吴冀南取得了球队招商工作上的佳绩。到2005赛季结束后，刚刚率队夺得联赛亚军的俄罗斯籍主教练涅波姆尼亚奇合同期满，俱乐部认为他“带队保守”而不与之续约，同时将“冠军教练”吴金贵“放在经营副总的闲职上是种浪费”，于是吴金贵又被申花俱乐部任命为主教练。同时俱乐部在宣布预算减少30%的情况下，仍然史无前例的在一年内同时引进了李玮锋、刘云飞两名国脚，之后又签约被称为中国顶级联赛有史以来“最大牌”的德国外援卡斯滕·扬克尔，最终年薪只有涅波姆尼亚奇四分之一都不到的吴金贵仍然率队在联赛多两轮的情况下，以比2005年积分仅少一分、只少胜一场、多输一场、多平两场以及得失球都少四个的成绩蝉联亚军。

### 第三次出任申花主教练
2007年初，申花联城合并，原联城的乌拉圭籍主教练吉梅内斯担任合并后申花的主教练，吴金贵离任。赛季后期，吴金贵又被俱乐部任命为中方教练组组长，第三次进入申花俱乐部。时隔不久，俱乐部就宣布原主教练吉梅内斯“因身体不适”离任，吴金贵代理主教练，赛季结束后转正，这也是吴金贵第三次在申花俱乐部从其它职务转成为主教练。
2008年9月，俱乐部宣布吴金贵因为身体原因离任，第三次告别申花主帅的位置。

### 进入浙江绿城
2008年12月底，吴金贵成为浙江绿城（后改名为杭州绿城）的第一副总经理，面对媒体怀疑其威胁主教练周穗安的位置的说法，他立刻表示自己不是为了替代谁，更多精力还是会放在青少年培养这一块。

### 国奥主帅竞选
2009年初，吴金贵曾参与竞选中国国家队和中国国奥队主教练，不过有媒体之后开始质疑其“学院派”教练理论考试成绩不理想，在原来被认为很有希望当选的国奥主教练位置上反而看好刘春明。此时因为有传闻说国际足联可能更改国奥队员的参赛年龄限制，吴金贵表示出于为中国足球大局考虑主动让贤，宣布退出国奥队主教练竞选，同时在未解释原因的情况下一并退出国家队主教练竞选，最终两个职务分别由高洪波和刘春明获得。此后国际足联并未更改奥运会参赛年龄。
此后吴金贵同时成为浙江全运会足球队的总教练，历史性地率领浙江U-20男足和浙江U-16男足首次进入全运会决赛圈，最终他率领的浙江U-20男足在12支进入决赛圈的球队中名列第8，创造了浙江男足在全运会历史上的最佳成绩。

### 出任杭州绿城主教练
2009年9月，由于周穗安执教成绩不佳，球队逼近降级区，杭州绿城宣布主教练周穗安和俱乐部总经理林乐丰离任，担任了近九个月俱乐部第一副总经理、正在韩国率领绿城青年队参加邀请赛的吴金贵被绿城俱乐部火线任命为主教练，率领当时排名倒数第四的绿城队试图保级。这也是吴金贵第四次出任职业足球俱乐部的主教练，同时也是第四次从相关俱乐部的其它职务转为主教练。不过吴金贵执教的最后7场比赛，球队只取得了1胜2平4负积5分，进6球失13球，成绩比之前周穗安23场积27分更差，最终被原来排名低于绿城、积分分别落后1分和5分的长沙金德、深圳红钻反超，位列倒数第二，降入中甲。这也使得吴金贵成为中国足球历史上第一位率队降级的“冠军教练”。降级后吴金贵表示自己原计划是在赛季结束后再接手球队的，“绿城这些年花钱不少，但唯一没做对的就是找准人了，一些教练连像样的话也说不出来，竟然也能做教练，真的很不可思议”，如果自己早来绿城三年，绿城已经肯定进入了亚冠的行列。
2009年12月21日，吴金贵在接受采访时表示引援不会挖“老东家”上海申花的墙角。2010年2月13日，申花前国脚孙吉首先正式转会杭州绿城。此后，在上海申花与杭州绿城双方有关国家队队长杜威的转会拉锯战中，吴金贵不但曾经打电话报警声称杜威被绑架失踪，而且更加被媒体发现杜威早在2009年11月就与杭州绿城签订了转会意向。事件被广泛报道后，杭州绿城俱乐部与吴金贵本人在俱乐部官方网站联名发表道歉声明，向上海申花致歉。
2010年联赛第三轮，杭州绿城客场挑战上海申花，吴金贵在赛前赛后多次抨击上海申花在孙吉、杜威的转会协议中添加“霸王条款”，导致两人无法在比赛中上场。但是时隔不到一周，媒体就报道杭州绿城在年初焦凤波转会南昌八一时添加了同样的“霸王条款”，造成焦凤波也无法在与杭州绿城的比赛中上场。
2010年中超联赛最一轮，率领杭州绿城在客场击败青岛中能获得联赛第四名，成功杀入次年的亚洲冠军联赛。 2011年3月，率领杭州绿城在主场击败名古屋鲸鱼获得球队在亚冠联赛的首场胜利。 
2011年10月，中超联赛第27轮杭州绿城主场与江苏舜天的比赛前，杭州绿城老板宣布由7名球员组成队委会训练并指挥剩余的四场联赛。吴金贵虽仍是球队的主教练，但教练权力被架空，不参与球队的训练比赛、排兵布阵和临场指挥，可同时仍需要出现在比赛场边并且出席赛后新闻发布会，成为当年联赛一大奇景，吴金贵出于对违约金的考量，拒绝辞职，用这样的方式结束了2011赛季。

### 加盟山东鲁能
2012年9月6日，中超球队山东鲁能泰山宣布吴金贵签约两年，成为球队的技术总监，同时他还接替辞职的荷兰教练亨克·滕卡特，兼任球队2012赛季的临时主教练。

### 重返上海申花
2016年2月15日，上海绿地申花宣布这位曾经的主帅出任俱乐部技术总监，负责为教练组提供申花一线队球员的技战术数据及各中超对手的球队技战术分析等。

### 第四次出任申花主教练
2017年9月11日，因在中超联赛中战绩不佳且面临保级压力，时任申花主帅、乌拉圭人波耶特提出辞职。吴金贵再度临危受命出任申花主教练，带领球队保级成功，并在当年11月的足协杯两回合决赛中大爆冷门，击败同城对手上海上港，为申花夺得阔别19年的足协杯冠军。
2018年12月25日，吴金贵合同期满，不再担任申花队主教练，并转任俱乐部体育总监一职。

### 执教青岛队
2020年8月4日，吴金贵出任青岛足球俱乐部主教练。2021年12月13日晚，青岛足球俱乐部宣布，吴金贵递交辞呈，经俱乐部董事会决定批准，即日起吴金贵不再担任青岛足球俱乐部一线队主教练。

### 第五次出任申花主教练
2022年3月1日，上海申花足球俱乐部官方宣布，吴金贵指导正式回归并出任上海申花队主教练一职，将率队征战2022赛季各项比赛。吴金贵的合同於2024年1月1日到期後不再與申花續約。